# Prado (Caravia)
Prado (en asturiano Prau y oficialmente) es un lugar del concejo asturiano de Caravia (España) y constituye su capital. Se encuentra en la parroquia de Caravia Alta, una de las dos parroquias que componen este pequeño concejo. Tiene una población de 197 habitantes, casi la mitad de la población de Caravia, lo que le convierte también en la población más importante en número de habitantes del concejo.
- Datos: Q5557357
- Multimedia: Prado, Caravia L'Alta, Caravia / Q5557357

1. ↑  Worldpostalcodes.org, código postal n.º 33344.